# Brantham Athletic F.C.

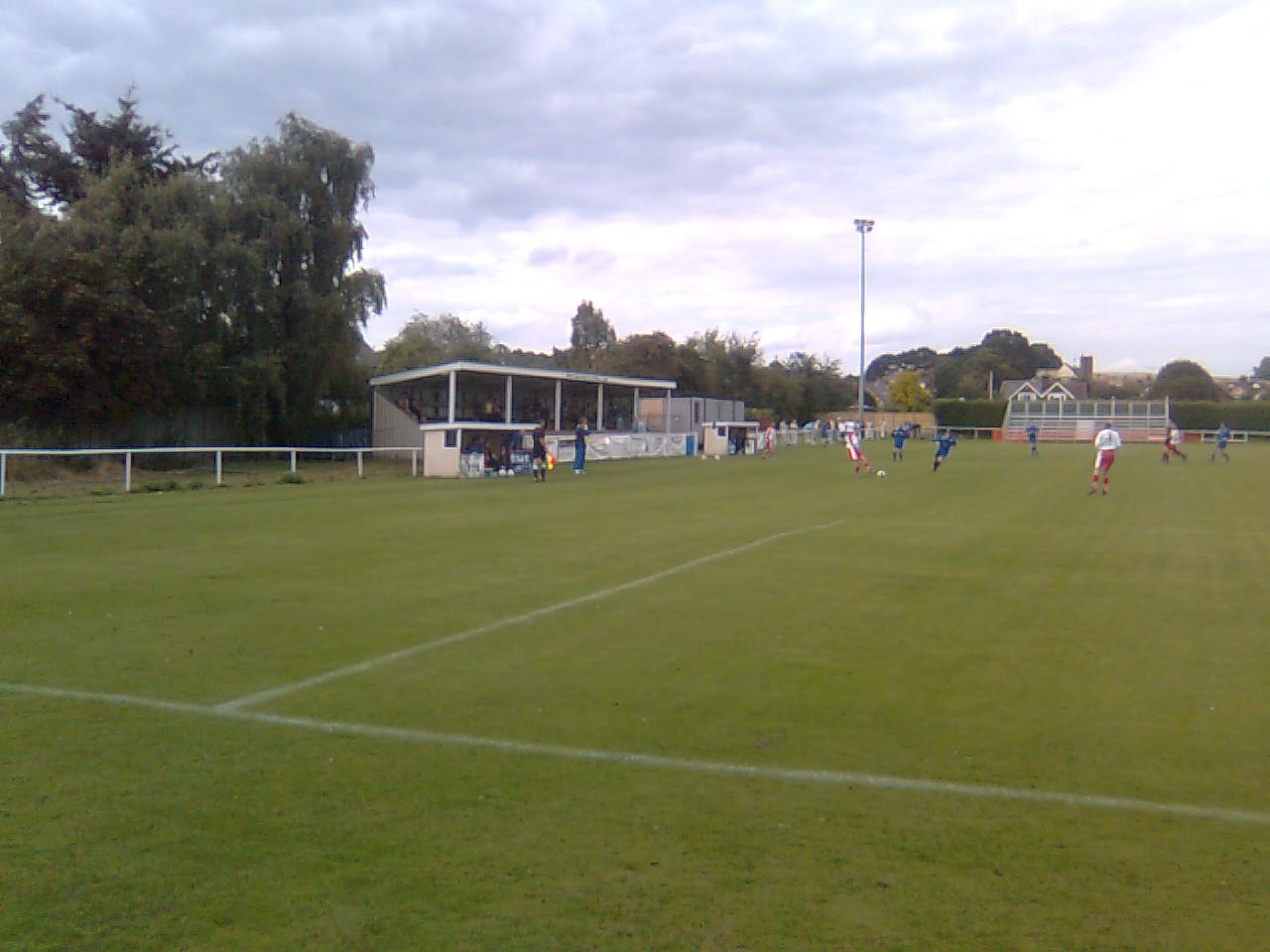
Sân nhà của Brantham Athletic

Brantham Athletic F.C. là một câu lạc bộ bóng đá Anh đến từ Brantham, Suffolk. Hiện tại câu lạc bộ đang thi đấu ở Eastern Counties League Premier Division trên sân nhà Brantham Leisure Centre.

## Lịch sử
Thành lập năm 1887, câu lạc bộ là thành viên sáng lập của Suffolk & Ipswich League năm 1896. Tuy nhiên, cho dù kết thúc mùa giải đầu tiên ở vị trí thứ 2, đội bóng rời khỏi giải đấu. Họ trở về Division Two năm 1898 và vô địch ngay lần đầu tiên. Tuy nhiên, đội bóng không quyết định lên hạng trong mùa giải sau đó. Câu lạc bộ lấy tên Brantham Crown một vài lần và trở lại Division One của IDL năm 1905. Năm 1906 họ đổi về tên cũ, năm sau đó lại rời IDL để gia nhập Division Two của South East Anglian League. Họ trở lại Division One của IDL mùa giải 1908–09, nhưng lại rời đi năm 1910 để gia nhập Harwich and District League. Sau khi chơi một mùa giải, đội bóng gia nhập Essex & Suffolk Border League, trước khi lại chuyển về Division Two của IDL năm 1912, và cũng chơi ở Division Two của East Anglian League, vô địch cả hai giải đấu mùa giải 1913–14.
Sau Thế chiến thứ I, đội bóng thi đấu ở Ipswich & District League từ 1919 đến 1925, năm mà họ vào đến chung kết Suffolk Senior Cup, thất bại 1–0 trước Kirkley. Trong năm đó họ cũng chuyển về Essex & Suffolk Border League. Đội bóng vô địch Senior Cup năm 1927 với chiến thắng 3–0 trước Lowestoft Town. Sau khi đứng cuối bảng ESBL mùa giải 1931–32 họ trở về Ipswich & District League. Sau Thế chiến thứ II, đội bóng gia nhập lại ESBL, mặc dù họ cũng chơi ở Ipswich & District League từ 1947 đến 1950. Đội bóng vô địch Senior Cup lần thứ 2 mùa giải 1959–60, khi đánh bại Christchurch Athletic 3–2. Mùa giải 1972–73 họ vô địch ESBL và bảo vệ thành công chức vô địch mùa giải sau đó. Mùa giải 1975–76 đội vô địch lần nữa, cũng như League Cup và Senior Cup. Một cú đúp giải đấu và League Cup được lặp lại tại mùa giải sau đó.
Câu lạc bộ đăng ký gia nhập Eastern Counties League năm 1977, nhưng bị từ chối vì thư ký ECL cho rằng họ không "thu hút mọi người xem ở các vùng khác ". Tuy nhiên, năm sau đó thì thành công và được chấp nhập vào giải đấu. Họ đạt thành tích tốt nhất là vị trí thứ 4 ở mùa giải 1982–83, cũng mùa giải đó, họ vào đến Vòng 5 của FA Vase, thất bại 1–0 trên sân nhà trước VS Rugby trước một lượng khán giả kỷ lục là 594. Mùa giải sau đó, đội bóng vô địch Suffolk Premier Cup, khi đánh bại Lowestoft Town 2–0. Khi giải đấu bổ sung thêm hạng đấu thứ hai năm 1988, câu lạc bộ được xếp vào Premier Division. Tuy nhiên, họ bị xuống hạng Division One ở mùa giải 1992–93 sau khi đứng áp chót bảng xếp hạng.
Hai năm sau đó, họ tiếp tục xuống chơi ở Suffolk & Ipswich League sau khi đứng thứ 18/19. Trải qua vấn đề tài chính khó khăn nên câu lạc bộ hợp nhất với đội bóng ở SIL là Stutton để trở thành Brantham & Stutton United. Sau khi vô địch League Cup năm 1997, họ chuyển về tên cũ năm 1998. Đội bóng tiếp tục xuống hạng Division One mùa giải 1999–2000, và cho dù ngay lập tức đã trở lại Senior Division, họ cũng xuống hạng lại ở mùa giải sau đó. Đội bóng được thăng hạng Senior Division sau khi đứng thứ hai ở mùa giải 2004–05. Họ giành chức vô địch mùa giải 2007–08, được thăng hạng trở lại Eastern Counties League. Sau khi đứng thứ ba ở mùa giải 2009–10, câu lạc bộ lại được thăng hạng Premier Division.
Đội bóng thi đấu Chủ nhật này chơi ở Ipswich Sunday League, vào đến bán kết FA Sunday Cup năm 2008.

## Danh hiệu
- Suffolk & Ipswich League
  - Vô địch 2007–08
  - Vô địch League Cup 1996–97
- Essex & Suffolk Border League
  - Vô địch 1972–73, 1973–74, 1975–76, 1976–77
  - Vô địch League Cup 1975–76, 1976–77
- Suffolk Premier Cup
  - Vô địch 1983–84
- Suffolk Senior Cup
  - Vô địch 1926–27, 1959–60, 1975–76

## Kỉ lục
- Số khán giả tham dự: 1,700 với VS Rugby, FA Vase Vòng 5, 1982–83[4]